# Crítica musical

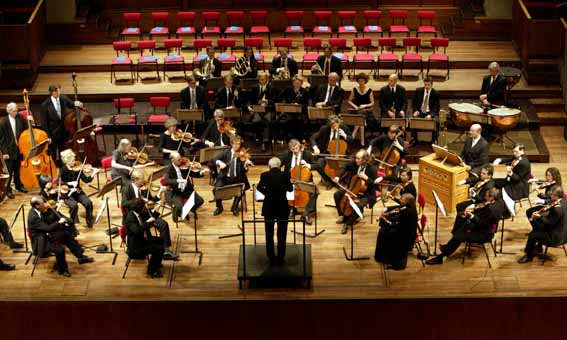
Una orquesta sinfónica

La crítica musical se define como «la actividad intelectual de formular juicios sobre el valor y el grado de excelencia de las obras musicales individuales, o grupos o géneros completos». En este sentido, es una rama de la estética musical. Con la expansión simultánea del interés por la música y los medios de información durante el siglo pasado, el término ha adquirido el significado convencional de información periodística sobre interpretaciones musicales.

## Naturaleza de la crítica musical
El musicólogo Winton Dean ha sugerido que "la música es probablemente la más difícil de criticar de las artes". A diferencia de las artes plásticas o literarias, el 'lenguaje' de la música no se relaciona específicamente con la experiencia sensorial humana; en palabras de Dean, "la palabra 'amor' es una moneda común en la vida y la literatura: la nota "si" no tiene nada que ver con un desayuno o con viajes en tren o con la armonía marital". Al igual que el arte dramático, la música se recrea en cada actuación, y por tanto, la crítica puede dirigirse tanto al texto (partitura musical) como a la actuación. Más específicamente, como la música tiene una dimensión temporal que requiere la repetición o el desarrollo de su material, "los problemas de equilibrio, contraste, expectativa y realización ... son más centrales para la música que para otras artes, apoyadas como están por un contenido verbal o representativo." La ausencia de una estética musical sistemática o basada en el consenso también ha tendido a hacer de la crítica musical un tema altamente subjetivo. "No existe un contra-control fuera de la propia personalidad del crítico".

## Historia

### Finales delsigloXVIII
En la literatura antigua se pueden encontrar referencias críticas a la música (a menudo, desaprobando a intérpretes o estilos), incluidas, por ejemplo, las Leyes de Platón y los escritos de los teóricos de la música medieval.
Según Richard Taruskin, la activa vida de conciertos del Londres de finales del siglo XVIII significaba que "el papel y la función de la crítica de las artes tal como la conocemos hoy en día fueron creaciones del público inglés". Sin embargo, las primeras revistas dedicadas específicamente a la crítica musical parecen haberse desarrollado en Alemania, por ejemplo, Der getreue Music-Meister (1728) de Georg Philipp Telemann, que incluía publicaciones de nuevas composiciones, y Der kritische Musikus, que apareció en Hamburgo entre 1737 y 1740. En Francia en la década de 1750, la Querella de los bufones (la disputa entre los partidarios de los estilos de ópera francesa e italiana representados por Jean-Philippe Rameau y Jean-Baptiste Lully respectivamente) generó ensayos de Jean-Jacques Rousseau y de otros autores, incluida la obra El sobrino de Rameau de Denis Diderot (1761). El compositor inglés Charles Avison (1709-1770) publicó el primer trabajo sobre crítica musical en lengua inglesa: un Ensayo sobre expresión musical publicado en 1752, en el que afirma que desde la época de Palestrina y Rafael, la música había mejorado en estatus mientras que el arte pictórico había declinado. Sin embargo, pensaba que Georg Friedrich Händel estaba más preocupado por la imitación naturalista que por la expresión, y criticaba la costumbre, en las óperas italianas, de

ese modo absurdo y atroz de repetir y terminar muchas canciones con la primera parte; cuando sucede a menudo, después de que las pasiones de la ira y la venganza han sido suficientemente expresadas, que la reconciliación y el amor son los temas de la segunda parte, y por tanto, debe concluir la representación.

Por lo general,, hasta finales del siglo XVIII, la crítica musical se centró en la música vocal más que en la instrumental: "la música vocal ... era la cúspide de [la] jerarquía estética. Uno sabía lo que la música expresaba".

### Época del romanticismo
Los últimos años del siglo XVIII reflejaron tanto un cambio de mecenazgo de la música (que pasó de depender de la aristocracia, a depender de las clases medias en ascenso), como el surgimiento del romanticismo en las artes. Ambas circunstancias tuvieron consecuencias para la práctica de la crítica musical. Así, "el tono del crítico fue bajando a medida que su audiencia se expandía: comenzó a acercarse al lector como un colega más que como un pedagogo", y una nueva generación de críticos comenzó a ampliar su consideración hacia otros aspectos de la música que no eran aspectos representativos, interesándose cada vez más por la música instrumental. Entre ellos se destacó E. T. A. Hoffmann, quien escribió en 1809

Esa música instrumental se ha elevado ahora a un nivel del que probablemente uno no tenía ni idea no hace mucho y que la sinfonía, especialmente después de ... Haydn y Mozart, se ha convertido en la forma definitiva de música instrumental: la ópera de instrumentos, por así decirlo Todo esto es bien conocido por todos los amantes de la música.

La naturaleza cambiante de la programación de conciertos dio un nuevo impulso a la dirección de la crítica musical con el establecimiento del canon europeo de la música clásica; de hecho, es en este período cuando la palabra "clásica" se aplica por primera vez a una tradición musical recibida. Al mismo tiempo, la proporción de música nueva a música "canónica" en la programación de conciertos comenzó a disminuir, lo que significa que los compositores vivos competían cada vez más con sus predecesores muertos. Este fue particularmente el caso con respecto al ascenso de la reputación de Beethoven en su último año y a título póstumo. Esto dio lugar tanto a escritos sobre el valor del "canon" como también a escritos de compositores y sus partidarios que defendían la música más reciente.
En 1798, la Allgemeine Musikalische Zeitung, editada por Friedrich Rochlitz (1769–1842), comenzó a publicarse en Leipzig, y esto a menudo se considera el precursor de un nuevo género de crítica dirigido a un público más amplio que los entendidos al uso hasta entonces. En los años siguientes, varias revistas periódicas dedicadas a la crítica musical y revistas comenzaron a aparecer en los principales centros europeos, incluyendo The Harmonicon (Londres 1823-33), The Musical Times (Londres, desde 1844), Revue et gazette musicale de Paris (París 1827-1880, fundada por François-Joseph Fétis), la Berliner allgemeine musikalische Zeitung fundada en 1825 por A. M. Schlesinger y editada por A. B. Marx, y la Neue Zeitschrift für Musik fundada en 1834 en Leipzig por Robert Schumann y Friedrich Wieck, y posteriormente editada por Franz Brendel. Otras revistas de este período también comenzaron a publicar extensos escritos sobre música: Hector Berlioz escribió para el Journal des débats parisino, Heinrich Heine informó sobre música y literatura en París para el Allgemeine Zeitung de Stuttgart, el joven Richard Wagner escribió artículos para la revista Zeitung für die elegante Welt de Heinrich Laube, y durante su estancia de 1839 a 1842 en París para la editorial Schlesinger y varios periódicos alemanes. En 1835 James William Davison (1813-1885) comenzó su carrera de toda una vida como crítico musical, escribiendo a lo largo de 40 años para The Times.